# Sülfelder Tannen
Sülfelder Tannen este o arie protejată (arie specială de conservare — SAC, sit de importanță comunitară — SCI) din Germania întinsă pe o suprafață de 9 ha, integral pe uscat.

## Localizare
Centrul sitului Sülfelder Tannen este situat la coordonatele 53°47′10″N 10°15′08″E / 53.7861°N 10.2522°E.

## Înființare
Situl Sülfelder Tannen a fost declarat sit de importanță comunitară în septembrie 2004 pentru a proteja un număr necunoscut de specii din flora spontană și fauna sălbatică aflate în arealul zonei. Situl a fost protejat și ca arie specială de conservare în ianuarie 2010.

## Biodiversitate
Situată în ecoregiunea continentală, aria protejată conține 1 habitat natural: Păduri acidofile de stejar bătrân cu Quercus robur pe câmpii nisipoase.
La baza desemnării sitului se află un număr nedeclarat de specii protejate: